# Martin-Moulin
Martin-Moulin är ett vattendrag i Belgien.   Det ligger i provinsen Luxemburg och regionen Vallonien, i den sydöstra delen av landet, 130 km sydost om huvudstaden Bryssel.
Omgivningarna runt Martin-Moulin är en mosaik av jordbruksmark och naturlig växtlighet. Runt Martin-Moulin är det ganska tätbefolkat, med 80 invånare per kvadratkilometer.